# Clermont-Ferrand
Clermont-Ferrand ([klɛʁ.mɔ̃ fe.ʁɑ̃ ] ⓘ; okzitanisch Clarmont-Ferrand oder Clarmont d’Auvèrnhe) ist der Hauptort (chef-lieu) des französischen Départements Puy-de-Dôme in der Region Auvergne-Rhône-Alpes und mit 147.751 Einwohnern (Stand 1. Januar 2022) (Unité urbaine: 467 178 Einwohnern) dessen größte Stadt. Die Präfektur verwaltet auch das Arrondissement Clermont-Ferrand.
Die Bewohner werden Clermontois bzw. Clermontoises genannt.

## Geografie

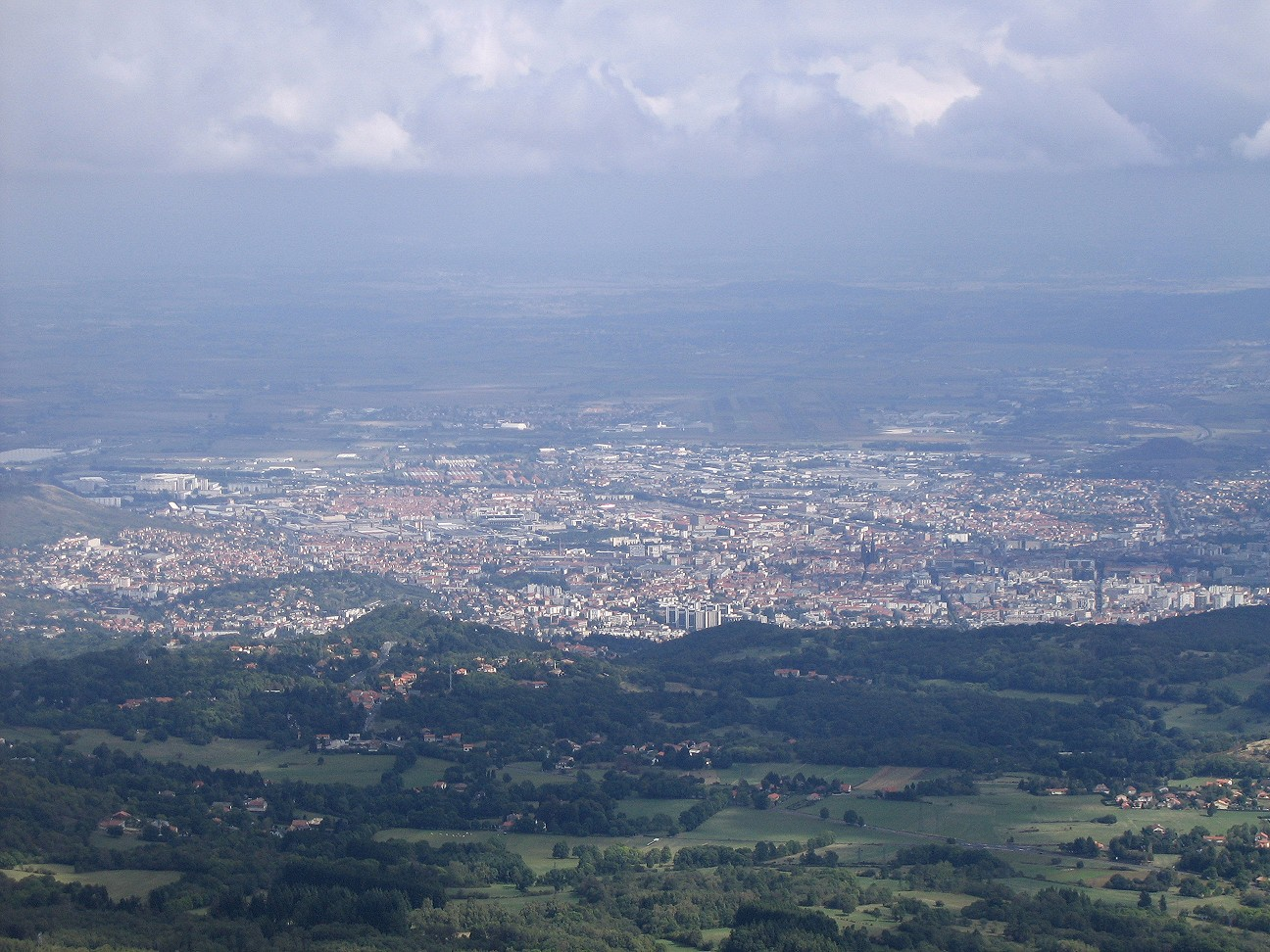
Blick über die Stadt vom Gipfel des Puy de Dôme

### Lage
Clermont-Ferrand liegt im Zentrum Frankreichs etwa 425 Kilometer (Fahrtstrecke) südlich von Paris bzw. etwa 170 Kilometer westlich von Lyon im Talbecken des Flusses Allier (Limagne-Ebene), der etwa zehn Kilometer östlich an der Stadt vorbeifließt. Die Stadt wird überragt vom Puy de Dôme, einem hohen erloschenen Vulkan des Zentralmassivs, der dem Département seinen Namen gab. Clermont-Ferrand liegt am Flüsschen Tiretaine.

### Nachbargemeinden
Die Stadt ist von 21 Ortschaften umgeben, die aber alle von Clermont-Ferrand aus verwaltet werden: Aubière, Aulnat, Beaumont, Blanzat, Cébazat, Le Cendre, Ceyrat, Chamalières, Châteaugay, Cournon, Durtol, Gerzat, Lempdes, Le Cendre, Nohanent, Orcines, Pérignat-lès-Sarliève, Pont-du-Château, Saint-Genès-Champanelle, Romagnat und Royat.

### Stadtgliederung
Clermont-Ferrand ist in neunzehn Stadtteile gegliedert:
- Champratel
- Croix de Neyrat
- Fontaine du Bac
- Fontgiève
- Galaxie
- Herbet
- Jaude
- La Glacière
- La Gauthière
- La Pardieu
- La Plaine
- Le Brézet
- Les Bughes
- Les Cézeaux
- Les Salins
- Les Vergnes
- Montferrand
- Saint-Jacques
- Sainte-Alyre

### Klima
|                       | Jan  | Feb  | Mär  | Apr  | Mai  | Jun  | Jul  | Aug  | Sep  | Okt  | Nov  | Dez  |   |       |
| Mittl. Tagesmax. (°C) | 7,3  | 9,3  | 12,5 | 14,8 | 19,2 | 22,5 | 25,9 | 25,8 | 22,2 | 16,9 | 11,0 | 8,2  | ⌀ | 16,3  |
| Mittl. Tagesmin. (°C) | −0,3 | 0,5  | 2,2  | 4,1  | 8,2  | 11,2 | 13,4 | 13,2 | 10,3 | 7,1  | 2,6  | 0,7  | ⌀ | 6,1   |
|                       |      |      |      |      |      |      |      |      |      |      |      |      |   |       |
| Niederschlag (mm)     | 28,7 | 26,8 | 26,4 | 44,6 | 85,3 | 64,4 | 53,6 | 67,2 | 64,3 | 53,1 | 38,1 | 33,3 | Σ | 585,8 |
|                       |      |      |      |      |      |      |      |      |      |      |      |      |   |       |
| Regentage (d)         | 6,3  | 6,2  | 6,1  | 8,7  | 11,5 | 8,5  | 6,5  | 7,6  | 7,1  | 7,7  | 6,8  | 6,4  | Σ | 89,4  |

| −0,3 |

| 0,5 |

| 2,2 |

| 4,1 |

| 8,2 |

| 11,2 |

| 13,4 |

| 13,2 |

| 10,3 |

| 7,1 |

| 2,6 |

| 0,7 |

| −0,3 |

| 0,5 |

| 2,2 |

| 4,1 |

| 8,2 |

| 11,2 |

| 13,4 |

| 13,2 |

| 10,3 |

| 7,1 |

| 2,6 |

| 0,7 |

## Geschichte

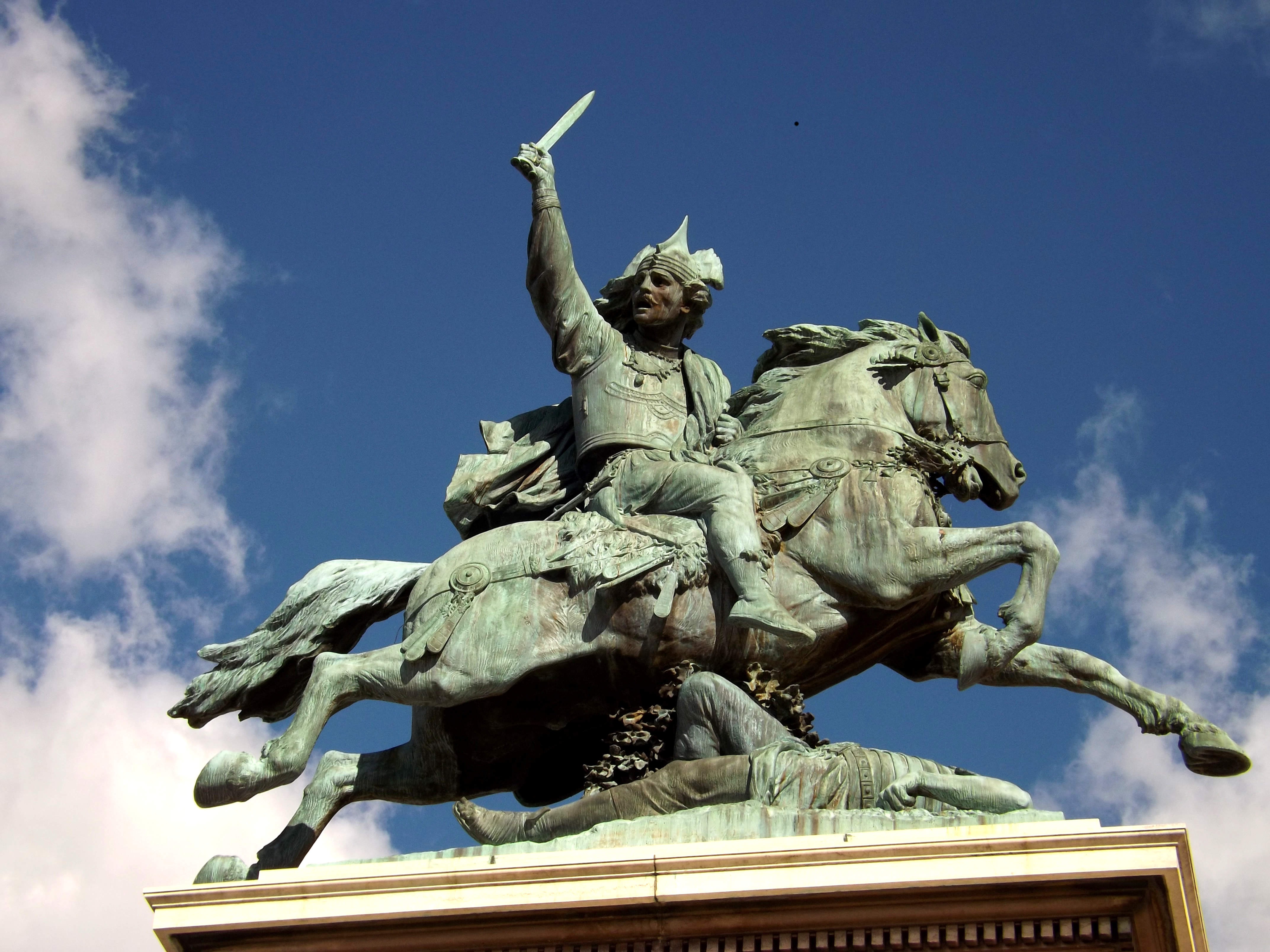
Vercingetorix-Denkmal von Frédéric-Auguste Bartholdi auf der Place de Jaude

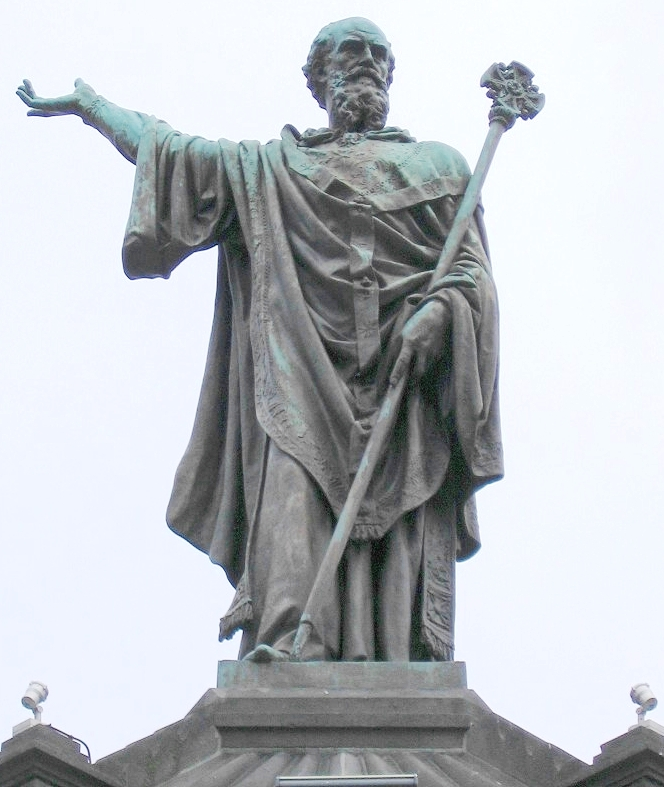
Denkmal für Urban II. auf der Place de la Victoire

### Gallo-römische Epoche
Im Gebiet der Stadt Clermont lag zur Zeit des Römischen Reichs die Ortschaft Augustonemetum, der Verwaltungssitz der gallo-römischen Civitas der Arverner. Zuvor hatten die Arverner die Römer zwar bei Gergovia, das etwas südlich von Clermont liegt und dessen Ruinen heute noch zu besichtigen sind (Maison de Gergovie), geschlagen (52 v. Chr.). Doch nach dem Sieg der Römer bei Alesia wenige Wochen später, mussten sie sich unter ihrem Anführer Vercingetorix geschlagen geben. Das Arvernerland wurde römische Provinz und die Römer errichteten auf dem Puy de Dôme einen Merkur-Tempel.
Seit dem 4. Jahrhundert war Clermont der Sitz eines Bischofs. Der bedeutendste Amtsinhaber war im 5. Jahrhundert Sidonius Apollinaris, der vor allem aufgrund seines literarischen Werks bekannt ist.

### Mittelalter
Im Mittelalter erlebte die Stadt als Mons clarus ihre Blütezeit: Sie wurde ein Wirtschaftszentrum, viele Handwerksbetriebe siedelten sich an.
1095 fand in der Stadt unter Papst Urban II. die Synode statt, auf welcher der Papst in der letzten Versammlung am 27. November in Gegenwart von 13 Erzbischöfen, 315 Bischöfen und Äbten und einer großen Menge Adliger und einfacher Leute zum ersten Kreuzzug aufrief. Die Menge soll seine Rede mit dem begeisterten Ausruf „Deus lo vult“ quittiert haben, worauf der Kreuzzug unter Führung des Bischofs von le Puy, Ademar, seinen Anfang nahm.
Um der Bischofsstadt eine eigene Stadtsiedlung gegenüberzustellen, ließen die Grafen der Auvergne in der Nähe 1120 die Stadt Montferrand bauen. Aus der Frühzeit dieser Stadt sind noch verschiedene Häuser erhalten.
Im Jahr 1248 wurde in Clairmont mit dem Bau der Kathedrale Notre-Dame-de-l’Assomption (Mariä Himmelfahrt) begonnen.

### Neuzeit
Am 15. April 1630 verordnete König Ludwig XIII. im Edikt von Troyes (erstes Vereinigungsedikt) den Zusammenschluss von Clairmont (damalige Schreibweise) mit Montferrand. Diese Stadtvereinigung wurde 1731 von Ludwig XV. (zweites Vereinigungsedikt) bestätigt, und seither trägt die Stadt den Namen Clermont-Ferrand. Spätere Versuche Montferrands, sich wieder von Clermont zu lösen (1789, 1848 und 1863) blieben erfolglos.
Im Rahmen der Industrialisierung gründeten Aristide Barbier und Édouard Daubrée eine Fabrik für Kautschukprodukte und Landmaschinen, aus der sich die Reifen-Firma Michelin entwickelte, die ihren Hauptsitz 1889 an der Place des Carmes errichtete und bis heute größter Arbeitgeber der Stadt ist.
1920 hatte Clermont-Ferrand mehr als 100.000 Einwohner. 1942–1944 war die Stadt von der Deutschen Wehrmacht besetzt. Diese Zeit thematisierte der Regisseur Marcel Ophüls in seinen Dokumentarfilm Das Haus nebenan – Chronik einer französischen Stadt im Kriege (1962). Für manche war die Besatzung ein Geschäft: In Clermont-Ferrand ließ die paramilitärische Milice française des Vichy-Regimes bei der Firma Conchon-Quinette aus den Stoffen des Kollaborateurs Roger Peyré 35.000 Uniformen und Bérets nähen. Die protestantische Fakultät in Straßburg musste in dieser Zeit ihren Sitz nach Clermont-Ferrand verlegen. Indes plünderten Deutsche ihre Straßburger Bibliothek. Am 27. August 1944 wurde Clermont-Ferrand befreit.
Nach dem Krieg wurde die Verkehrsinfrastruktur im Aufschwung der Trente Glorieuses weiter ausgebaut durch den Bau des Flughafens und den Autobahnanschluss. Am Stadtrand wurden neue Wohnquartiere in der Art der Gartenstadt angelegt. Von 1964 bis 2015 war Clermont-Ferrand Sitz der Regionalpräfektur und seit 1972 des Regionalrats der Auvergne, was ihr den Status der Regionalhauptstadt einbrachte, bis 2016 die Region Auvergne in der Region Auvergne-Rhône-Alpes mit der Hauptstadt Lyon aufging.

### Namen der Stadt
- Nemossos (keltischer Name, von der Antike bis zum 1. Jahrhundert)
- Augustonemetum (vom 1. bis zum 3. Jahrhundert)
- Arvernis (vom 3. Jahrhundert bis zum Jahr 848)
- Clairmont (von 848 bis 1631 bzw. 1730)
- Clermont-Ferrand (seit 1631 bzw. 1730)

## Politik

### Wappen
In Blau ein goldenes Kreuz, belegt mit einem roten Kreuz, in den vier Ecken je eine goldene Lilie.

### Städtepartnerschaften
Clermont-Ferrand unterhält Partnerschaften und Kooperationen mit folgenden Städten:
- Salford im Vereinigten Königreich, seit dem 15. Mai 1966
- Regensburg in Deutschland, seit dem 12. Mai 1969[4]
- Homel in Belarus, seit dem 21. Oktober 1977
- Aberdeen im Vereinigten Königreich, seit dem 2. Juli 1983
- Oviedo in Spanien, seit dem 14. Oktober 1988
- Norman in den Vereinigten Staaten, seit dem 18. April 1994
- Bizerte in Tunesien, seit Oktober 1998
- Marrakesch in Marokko, seit Oktober 1998
- Braga in Portugal, seit dem 8. Dezember 1999
- Oyem in Gabun, seit dem 12. April 2006
- Anshan in der Volksrepublik China, seit dem 4. November 2006

## Religion
Die Bevölkerung der Auvergne ist überwiegend katholisch. Clermont-Ferrand ist Bischofssitz und seit 2002 Erzbistum. Es gibt zwei große katholische Kirchen:
1. Die romanische Basilika Notre-Dame du Port
2. Die schwarze gotische Kathedrale Notre-Dame-de-l’Assomption

## Wirtschaft

### Verkehr

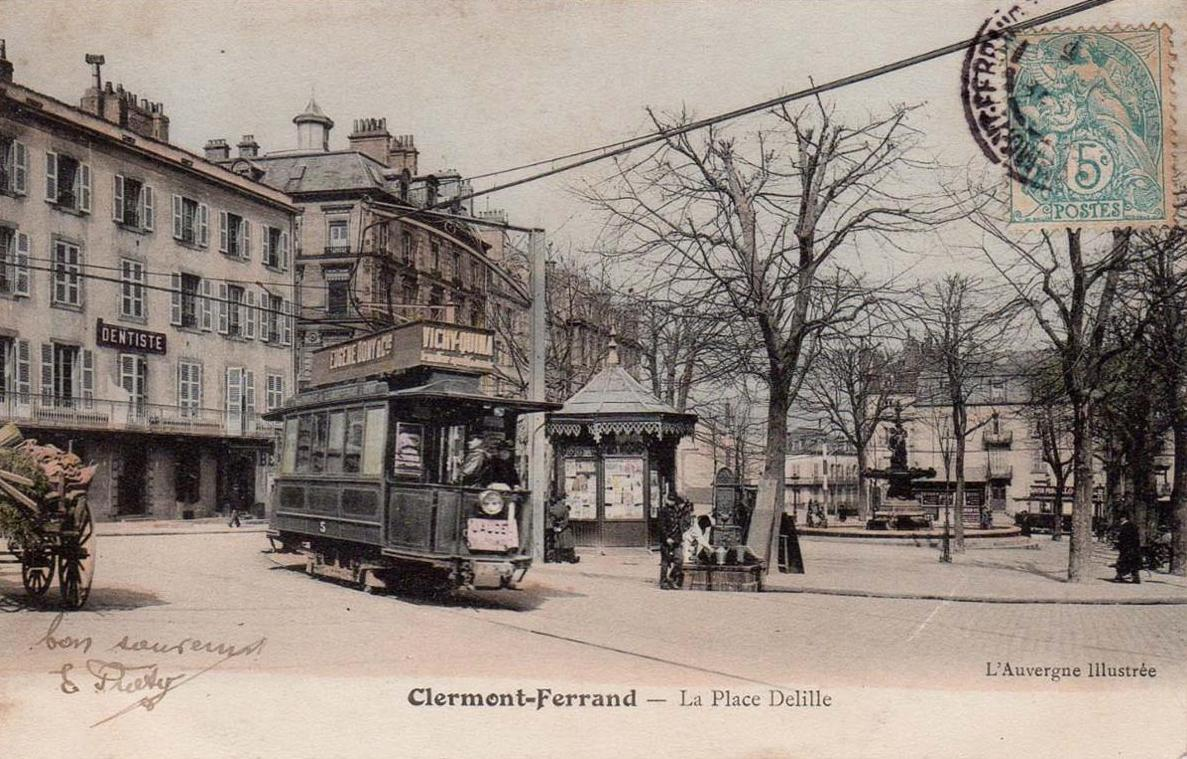
Straßenbahn auf der Place Delille (zwischen 1900 und 1910)

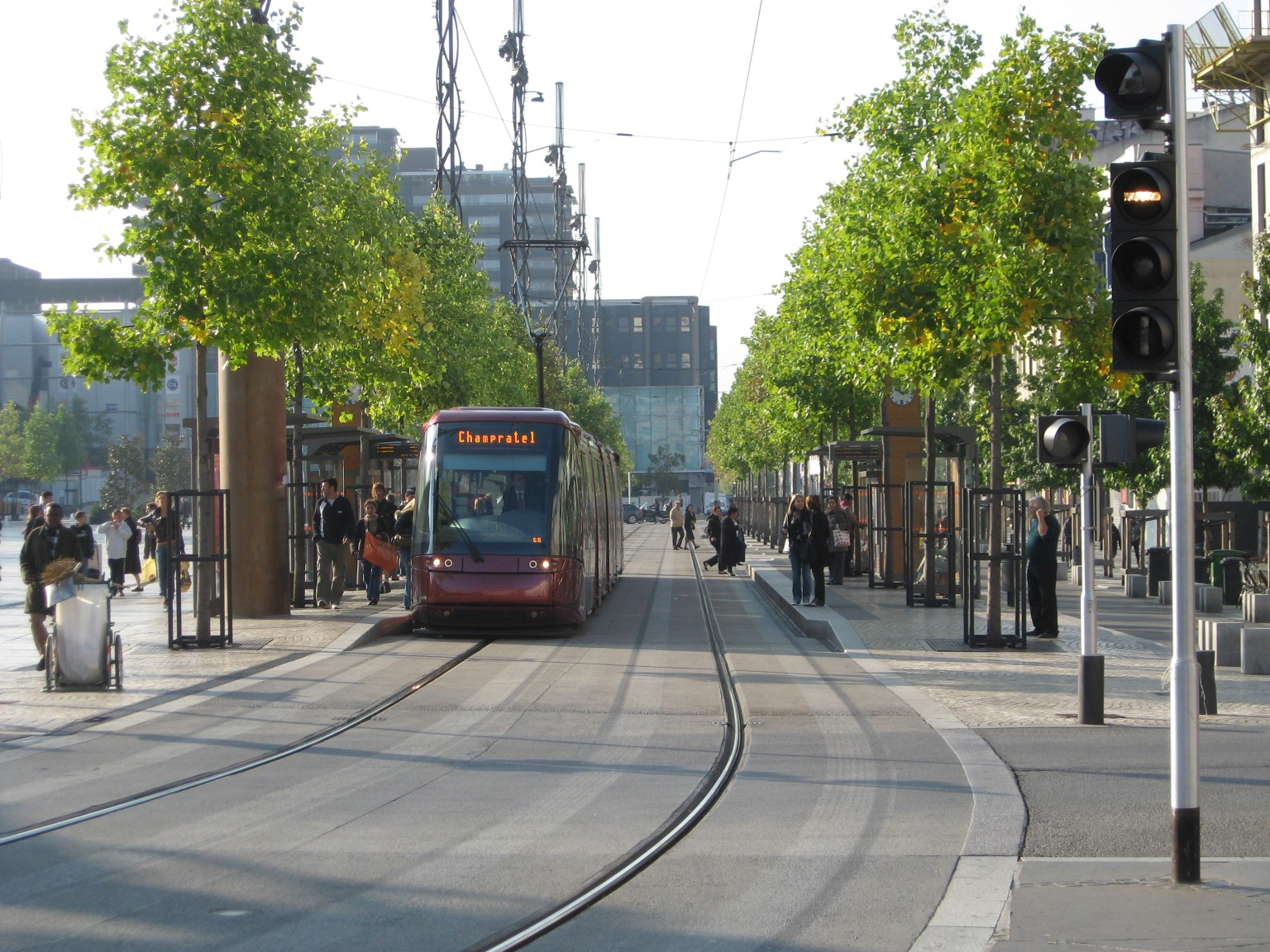
Translohr-Triebwagen auf der Place de Jaude

Clermont-Ferrand liegt an einem wichtigen Verkehrsknotenpunkt: Hier kreuzen sich eine wichtige Nord-Süd-Straßenverbindung (Paris-Barcelona) sowie die Ost-West-Verbindung Lyon-Bordeaux. Weitere Autobahnen verbinden die Stadt mit Mailand, Genf, Montpellier und Madrid. Die Reisezeit mit dem Zug in die Hauptstadt Paris beträgt drei Stunden.
Der Flughafen Clermont-Ferrand Auvergne bietet Verbindungen innerhalb Frankreichs sowie nach Fes und Porto.
Der Nahverkehr wird von der Société mixte des transports en commun de l’agglomération clermontoise betrieben. Seit dem 4. Dezember 2021 ist der ÖPNV an den Wochenenden kostenlos.
Der erste elektrische Straßenbahnbetrieb Frankreichs wurde 1890 in Clermont-Ferrand eröffnet. Er existierte mit mehreren Linien bis 1952 (→ Straßenbahn Clermont-Ferrand). Am 14. Oktober 2006 nahm der Translohr Clermont-Ferrand, eine sogenannte Tramway sur pneumatiques (Straßenbahn auf Gummirädern) von Lohr Industrie, den Betrieb auf. Die von dem Unternehmen entwickelte Technik setzt eine mittig eingelassene Schiene ein. Die Fahrzeuge sind Zweirichtungs-Gelenkfahrzeuge, die nur auf spurgeführten Strecken fahren können. 25 Fahrzeuge verkehren auf einer Linie mit einer Länge von 15,4 Kilometern.

### Ansässige Unternehmen

Unternehmenssitz des Reifenherstellers Michelin

Insgesamt gibt es im Département Puy-de-Dôme 8219 verschiedene Betriebe, die sich wie folgt aufteilen:
- 629 Handwerks- und Industriebetriebe
- 410 Bauunternehmen, Architekten usw.
- 2144 Finanzdienstleister und Versicherungen
- 5036 Dienstleistungsbetriebe

Wichtigstes Unternehmen ist der Reifenhersteller Michelin, der etwas mehr als 30.000 Mitarbeiter beschäftigt. Es ist eines von nur drei Unternehmen im französischen Leitindex CAC 40, das seinen Hauptsitz außerhalb des Großraums Paris hat.

## Öffentliche Einrichtungen

### Bildungseinrichtungen

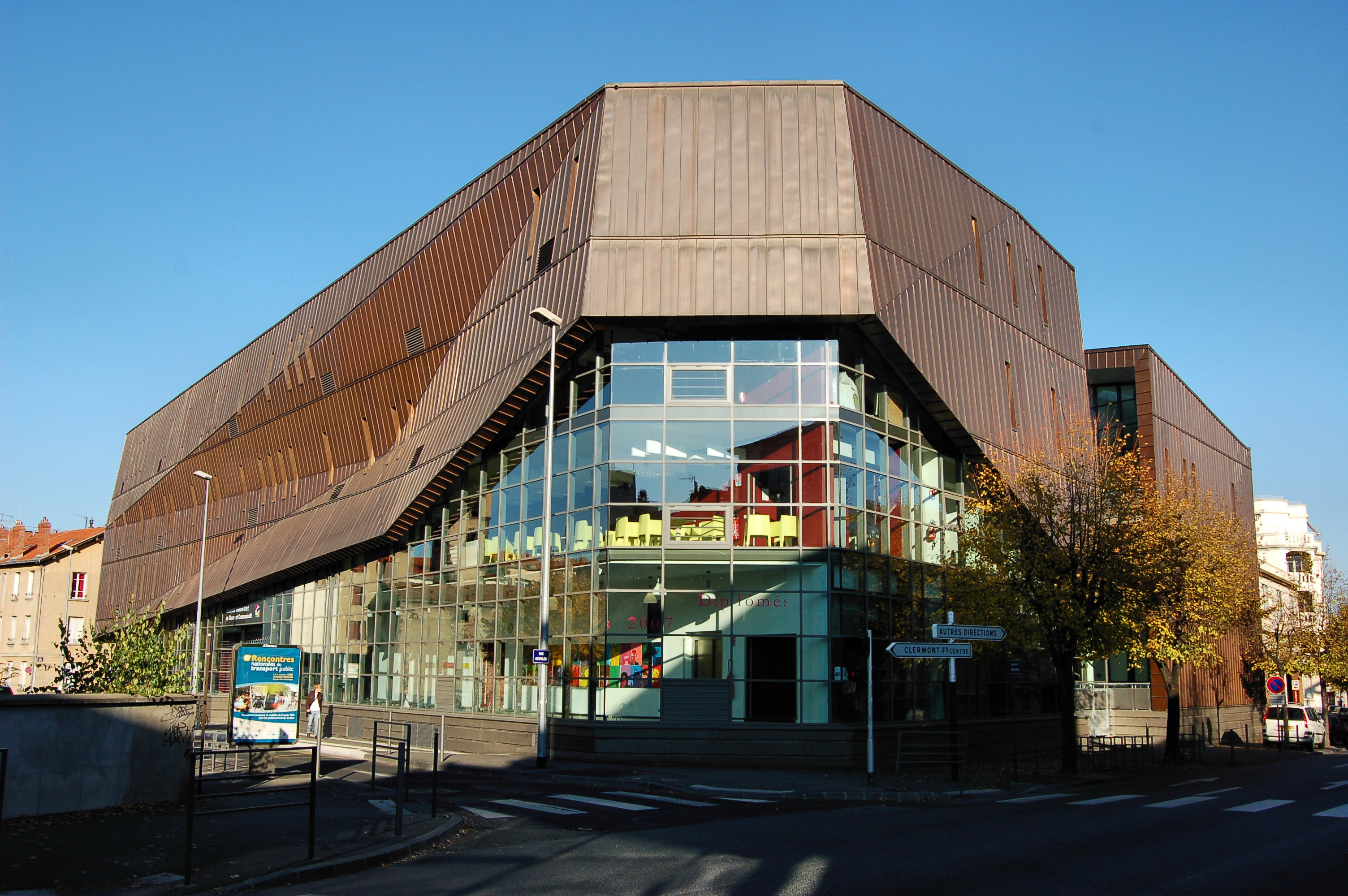
École Supérieure d’Art de Clermont Métropole

Clermont-Ferrand besitzt eine Universität (Universität Clermont-Auvergne), eine private Wirtschaftsuniversität (ESC Clermont Business School), eine Ingenieurhochschule (Clermont Auvergne INP) und eine Kunsthochschule (ESACM – École Supérieure d’Art de Clermont Métropole), die einzige in der Auvergne, an der die beiden Hochschuldiplome für Kunst DNAP (Diplôme national d’art plastique, dreijähriges Studium) und DNSEP (fünfjähriges Studium) erhalten werden können. Des Weiteren gibt es eine Hochschule für Landwirtschaftsingenieurwesen und Veterinärmedizin (VetAgroSup) und eine Architekturhochschule (ENSACF). Zu den Gymnasien zählt das Lycée Jeanne-d’Arc.

### Weitere
Nahe dem Kongress- und Kulturzentrum wurde das Gebäude des ehemaligen Busbahnhofs für die Comédie de Clermont-Ferrand umgebaut.

## Kultur und Sehenswürdigkeiten

### Kathedrale Notre-Dame-de-l’Assomption
Die hochgotische Kathedrale Notre-Dame-de-l’Assomption (Mariä Himmelfahrt), auch schwarze Kathedrale genannt, ist ganz aus dem dunklen, porösen Lavagestein von Volvic erbaut. Sie ist die einzige große Kathedrale aus diesem Material. Mit dem Bau wurde 1248 begonnen. Unter Leitung der beiden Baumeister Jean Deschamps (bis 1295) und Pierre de Cébazat konnte der Bau im Wesentlichen im 14. Jahrhundert vollendet werden. Die beiden Turmspitzen aus Lava und der Narthex hinter dem Hauptportal wurden jedoch erst ab 1866 unter Leitung des Architekten und Kunsthistorikers Eugène Viollet-le-Duc im Stil des 13. Jahrhunderts erbaut.
Die Kathedrale folgt dem Vorbild der großen gotischen Kathedralen aus der Île-de-France. Um das fünfschiffige Haupthaus und den mit einem Chorumgang versehenen Chor gruppieren sich eine Menge von kleinen Seitenkapellen mit farbenprächtigen, leuchtenden Fenstern, Bildhauer- und Holzbildhauerarbeiten, Bildern und Gobelins aus allen Jahrhunderten vom 12. bis zum 19. Jahrhundert.
Der nördliche Portalturm Tour de la Bayette mit einer 250 Stufen hohen Wendeltreppe ist für Besucher offen. Von seiner Plattform aus hat man eine schöne Aussicht auf das Dach der Kathedrale, die Dächer von Clermont-Ferrand und die nahe gelegenen Vulkanberge im Westen der Stadt.

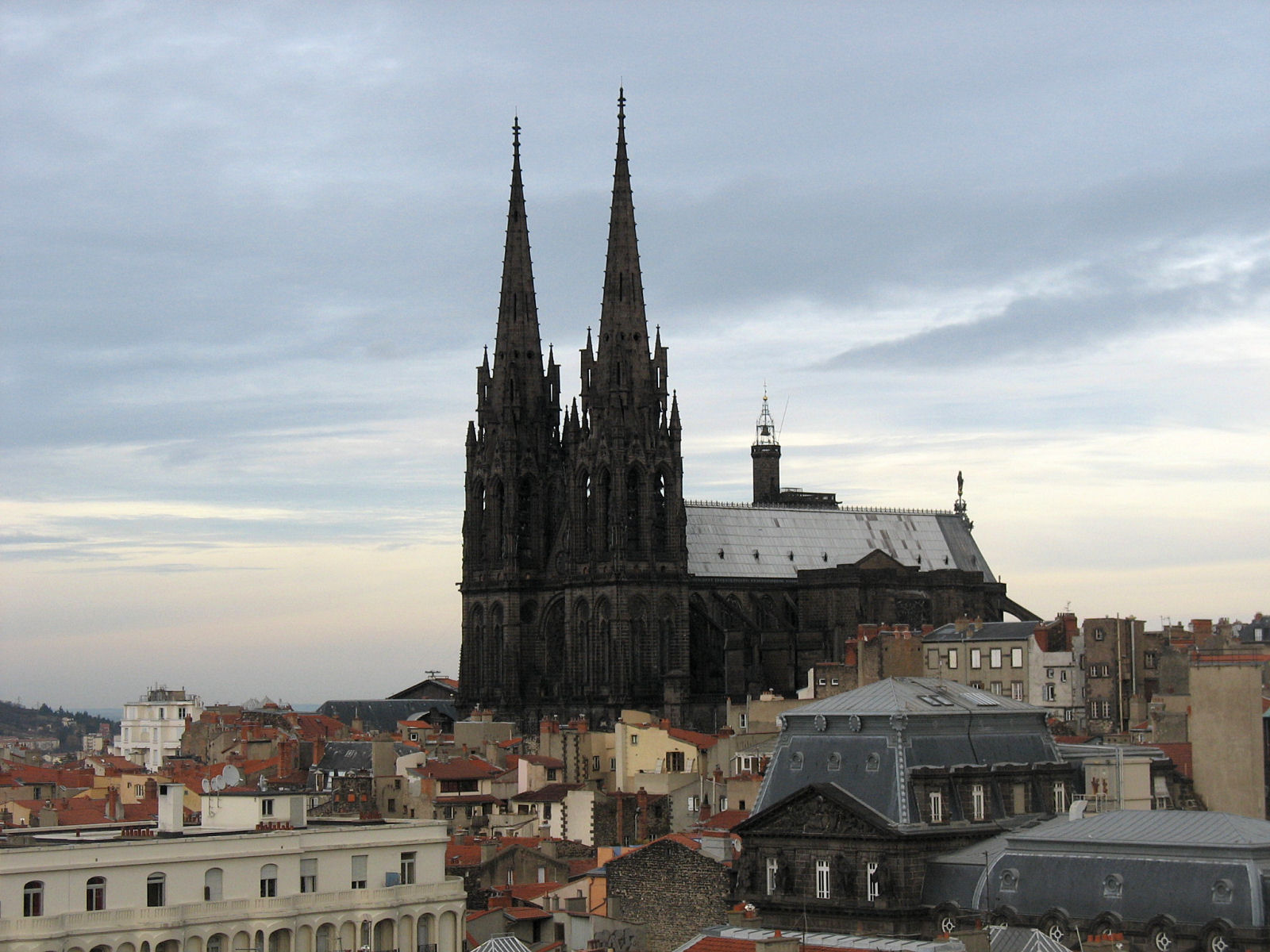
Kathedrale Notre-Dame-de- l’Assomption
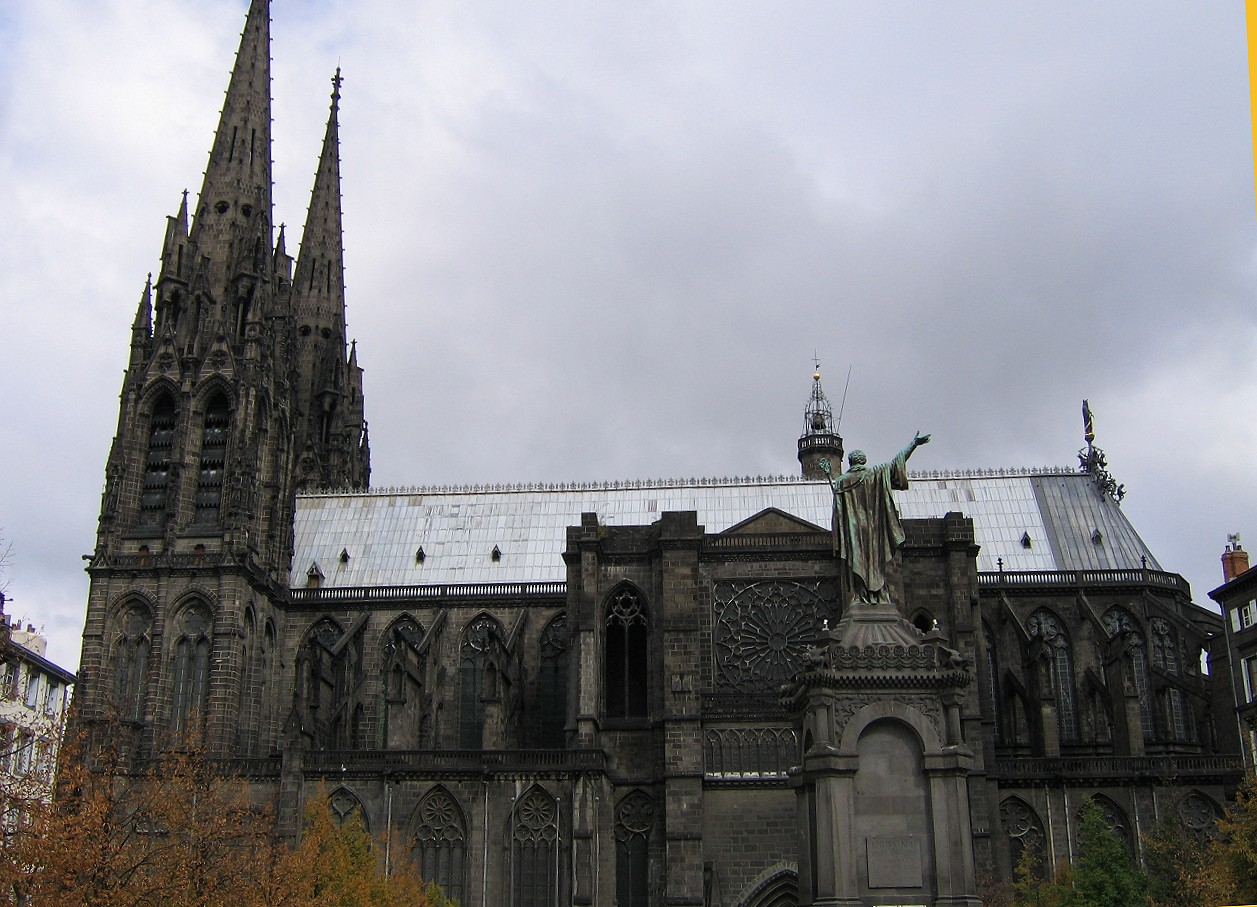
Blick auf Kathedrale von der Place de la Victoire
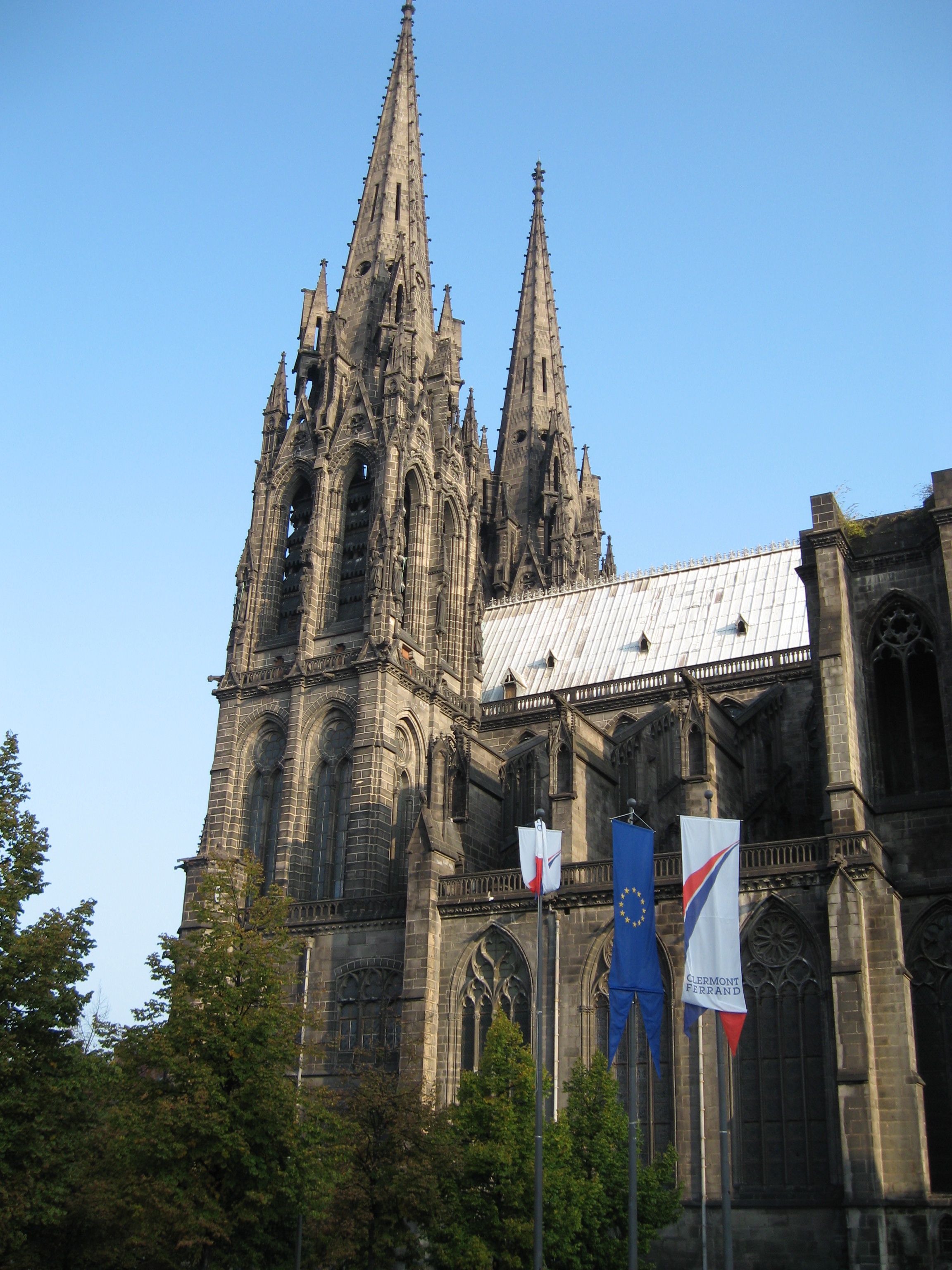
Türme der Kathedrale
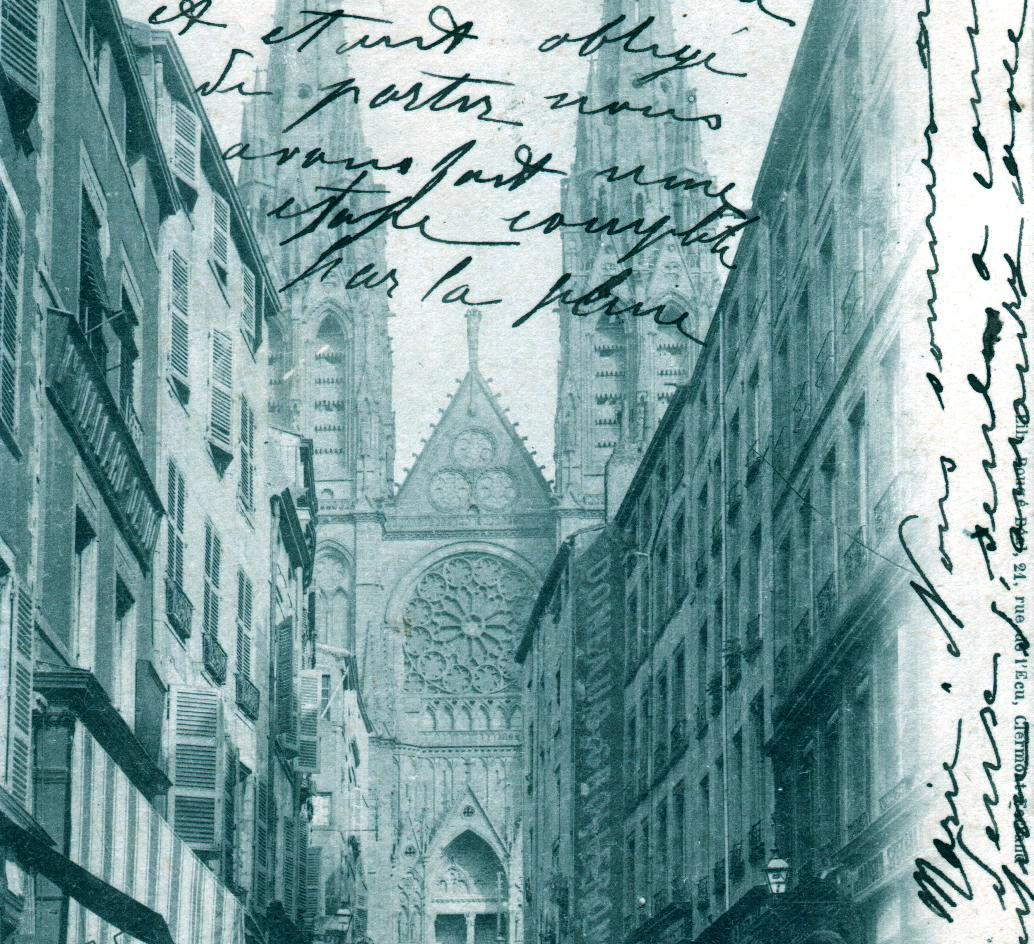
Alte Ansicht der Kathedrale (um 1900)

### Basilika Notre-Dame-du-Port
Der Name der romanischen Basilika Notre-Dame-du-Port hat nichts mit einem Hafen (französisch port) zu tun, sondern kommt vermutlich von dem alten Wort por, das sumpfig bedeutet. Der Name der Kirche bedeutet also: Heilige Muttergottes am Sumpf.
Eine im 6. Jahrhundert an dieser Stelle erbaute Kirche wurde von den Normannen niedergebrannt. Im 11. und 12. Jahrhundert wurde die heutige Kirche erbaut, wobei der Narthex der Vorgängerkirche in den Bau mit einbezogen wurde. Im 19. Jahrhundert wurden die Türme und die Dachbedeckung aus dunklen Lavaplatten errichtet.
Die Proportionen der Kirche zeigen im Inneren und im Äußeren die klaren, ruhigen Linien der Romanik der Auvergne. Im Inneren befinden sich auf den Säulenkapitellen eine Reihe von meisterhaft gestalteten Figuren, deren Affekte mittels lebhafter Gestik und Mimik dargestellt werden.
Die Krypta unterhalb des Chores stammt aus dem 11. Jahrhundert. Vor ihrem Altar befindet sich ein Brunnen, der vermutlich schon in der keltischen Zeit bestand. Die Krypta ist alljährlich Ziel einer Wallfahrt. Eine Vielzahl von Votivtafeln legt Zeugnis ab von den Fürbitten von Gläubigen, die um gesundheitliche Genesung für sich oder für Angehörige beten.

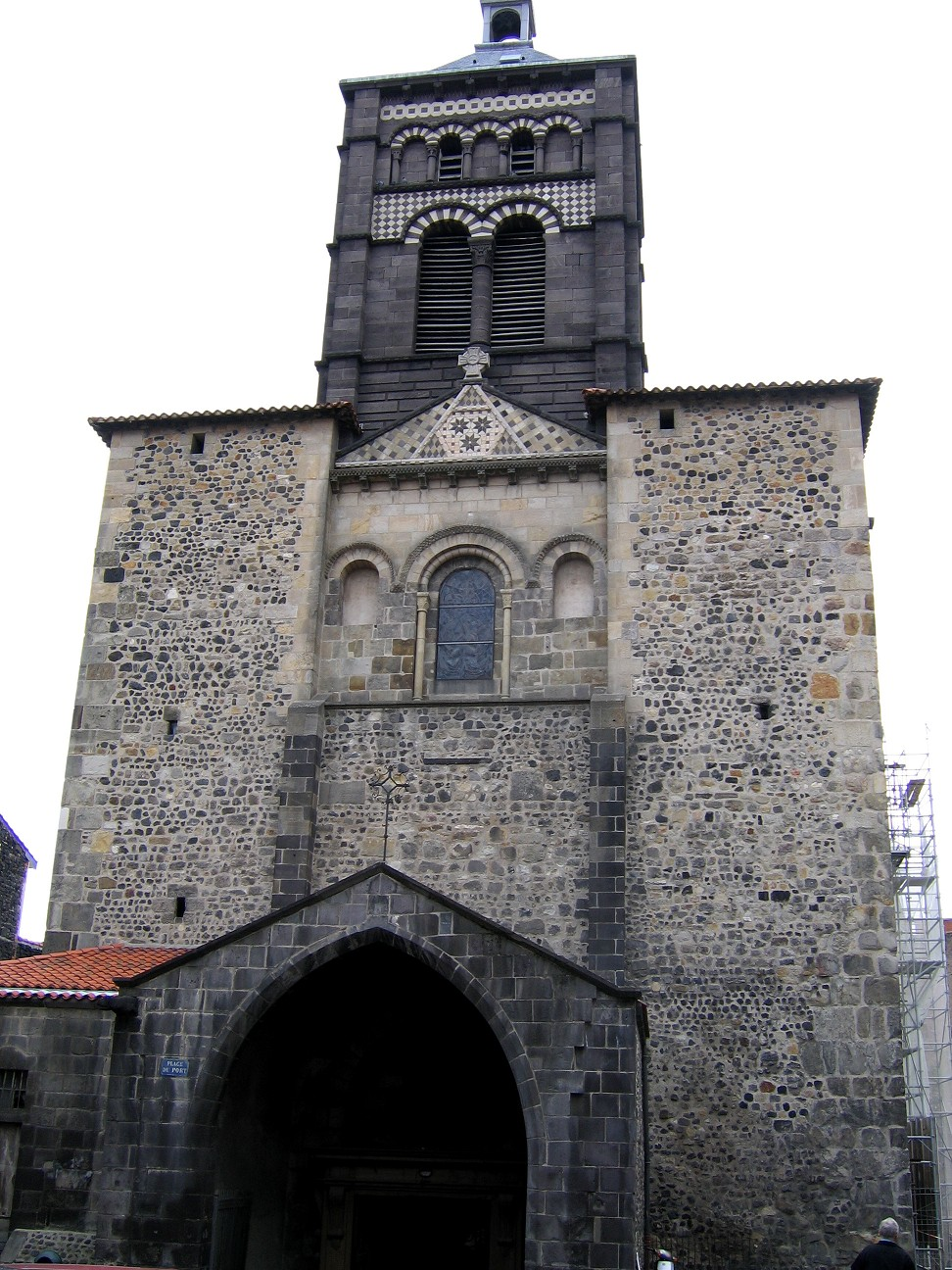
Notre-Dame-du-Port, Portalseite
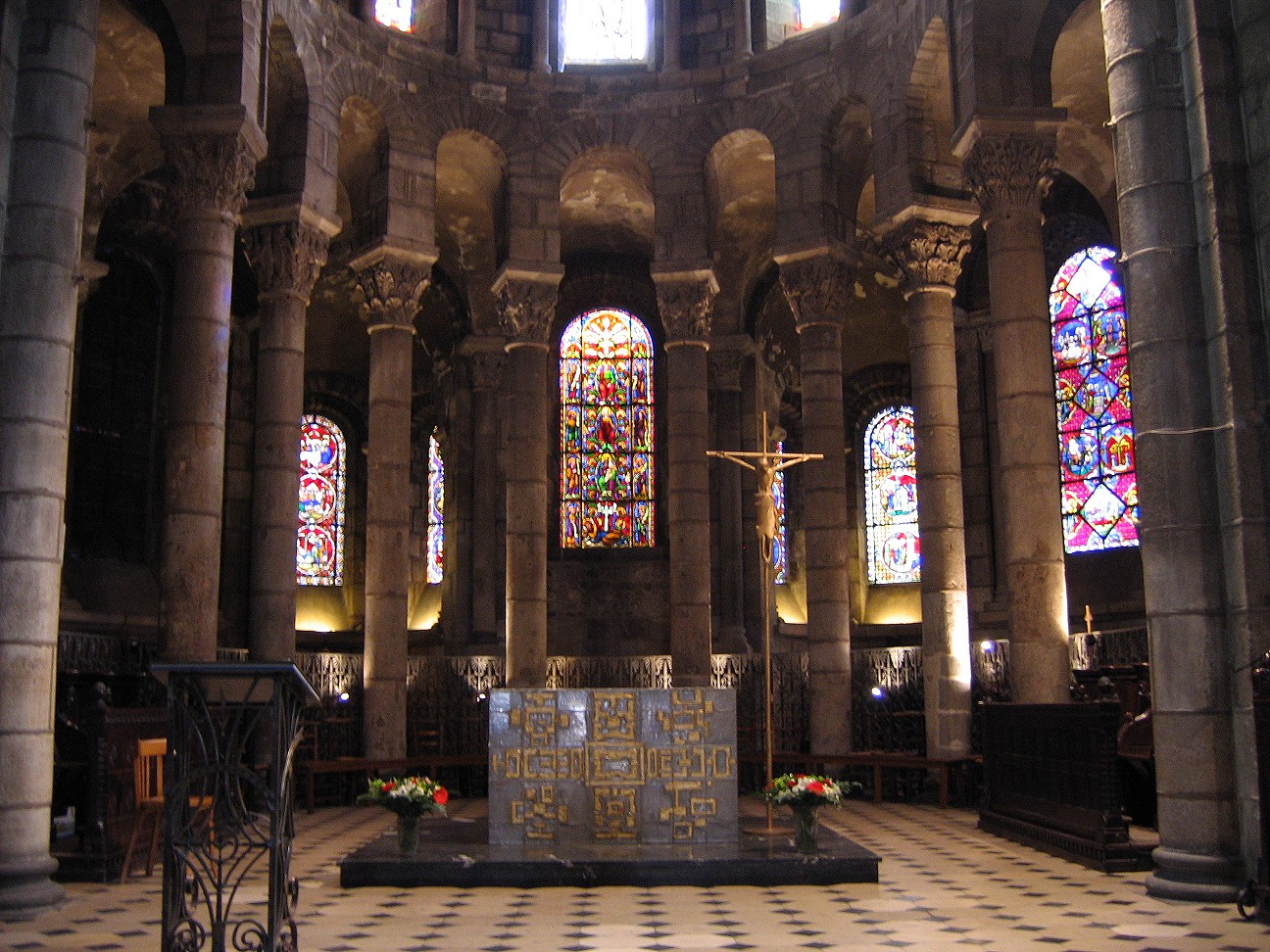
Blick in den Innenraum
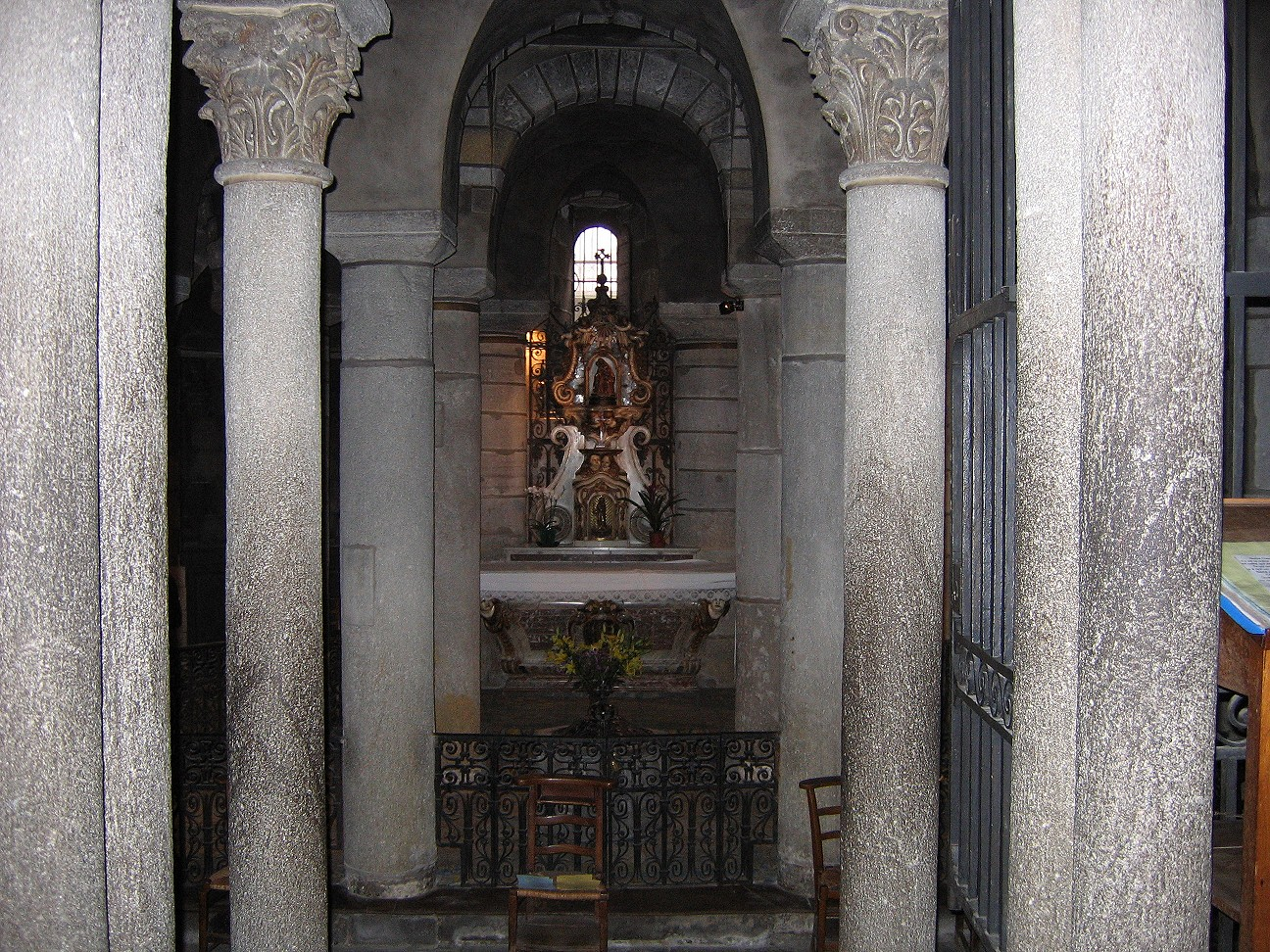
Krypta
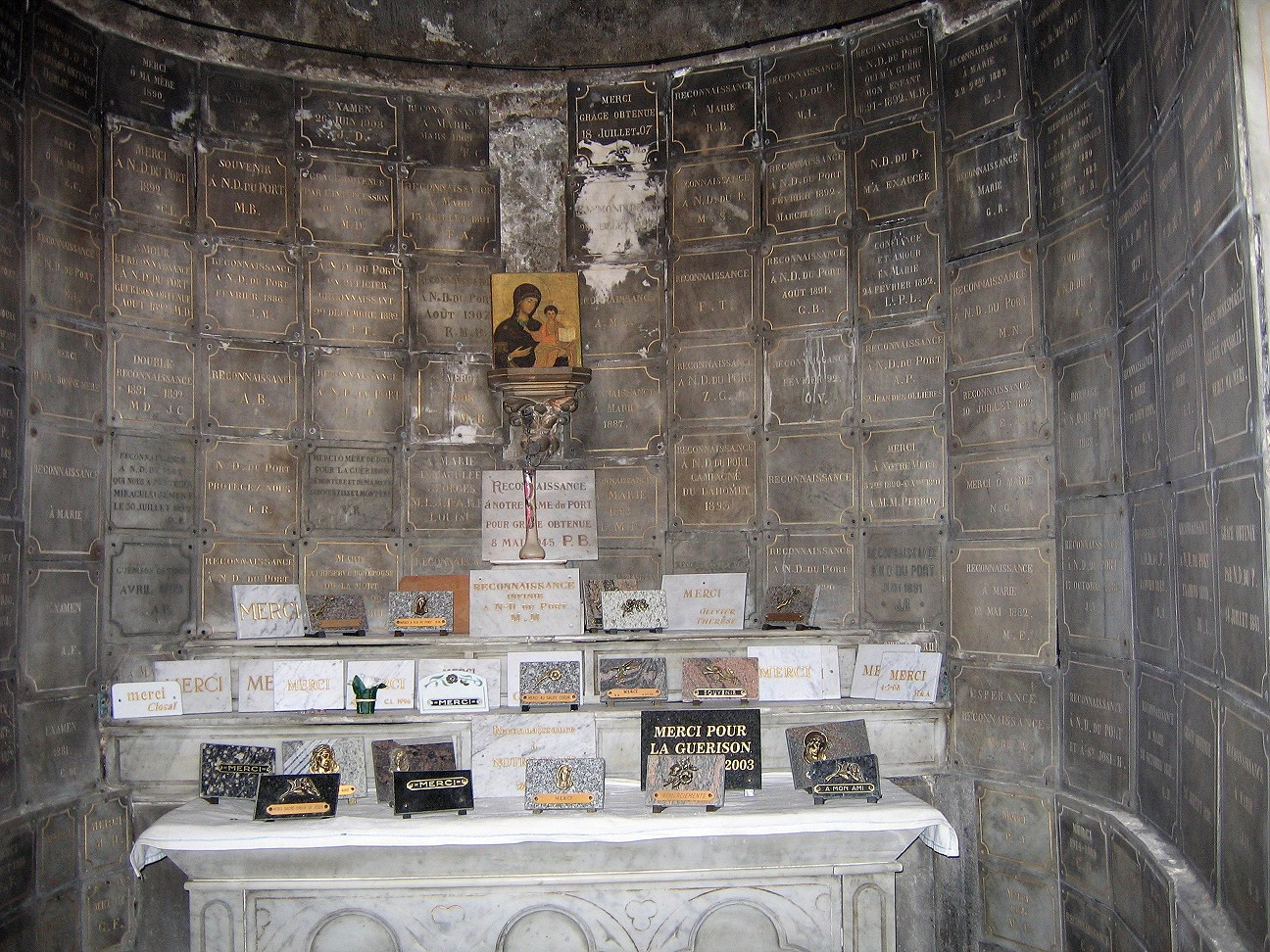
Votivtafeln in der Krypta

### Innenstadt

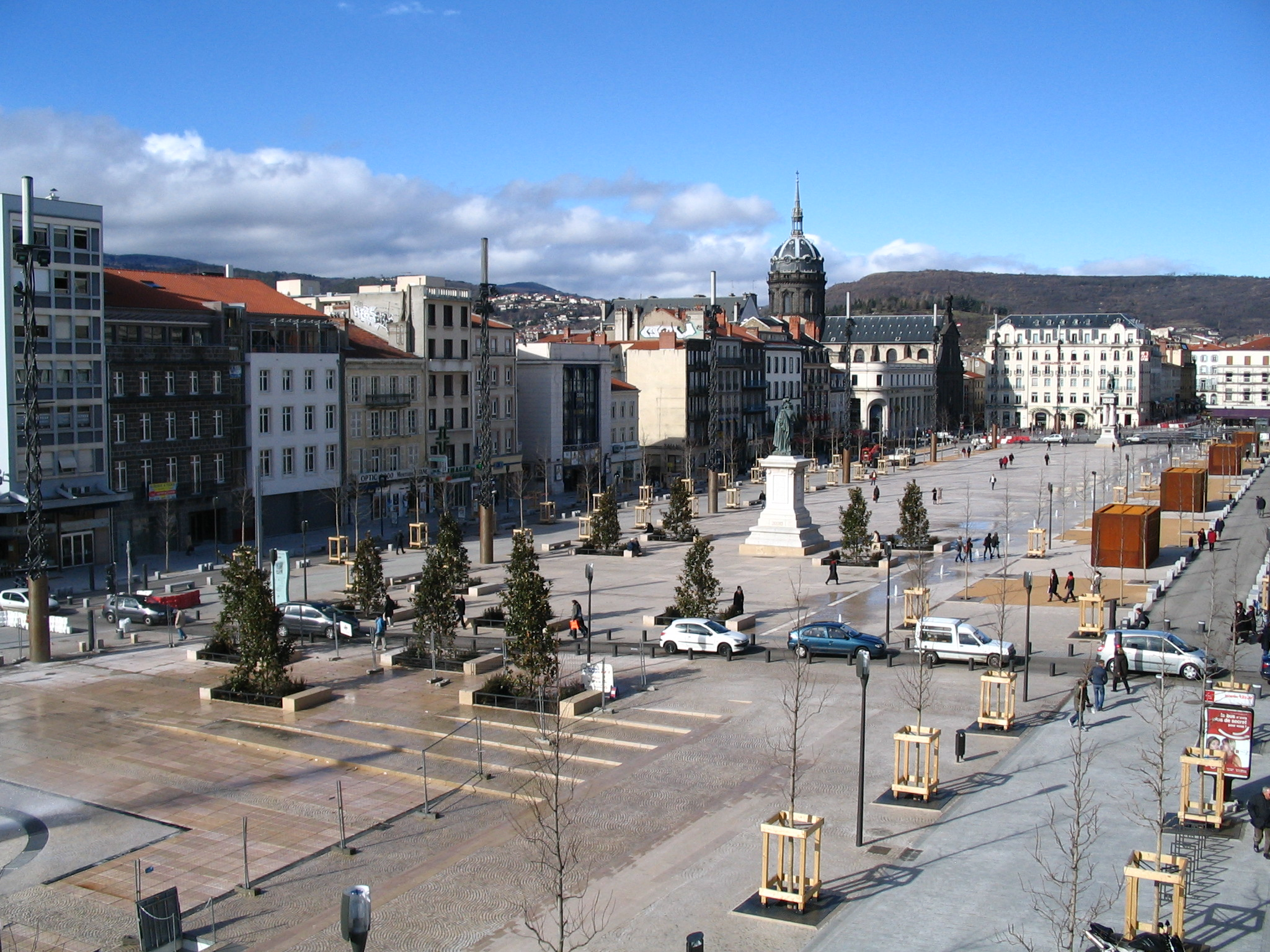
Place de Jaude

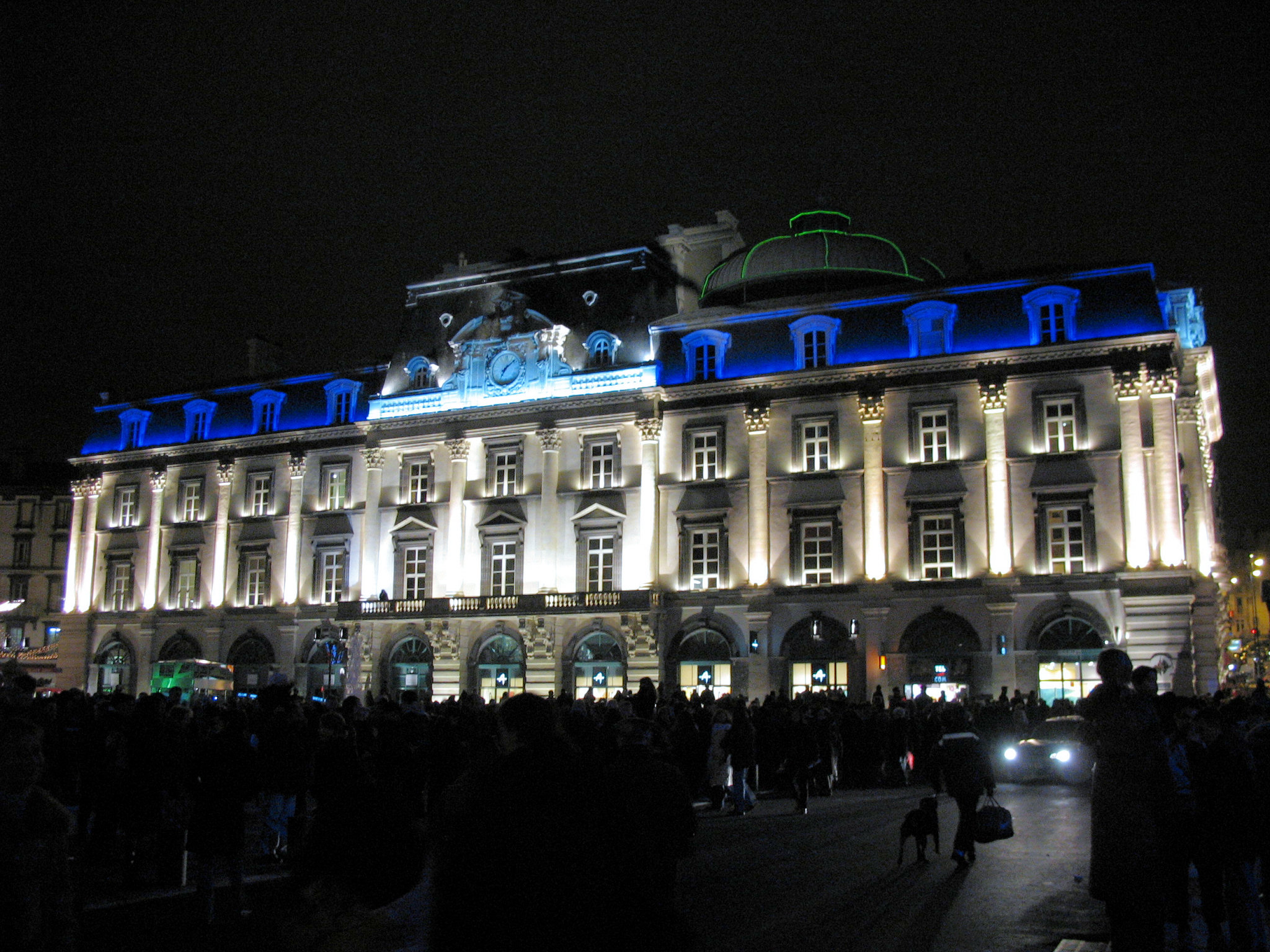
Das städtische Opernhaus an der Place de Jaude

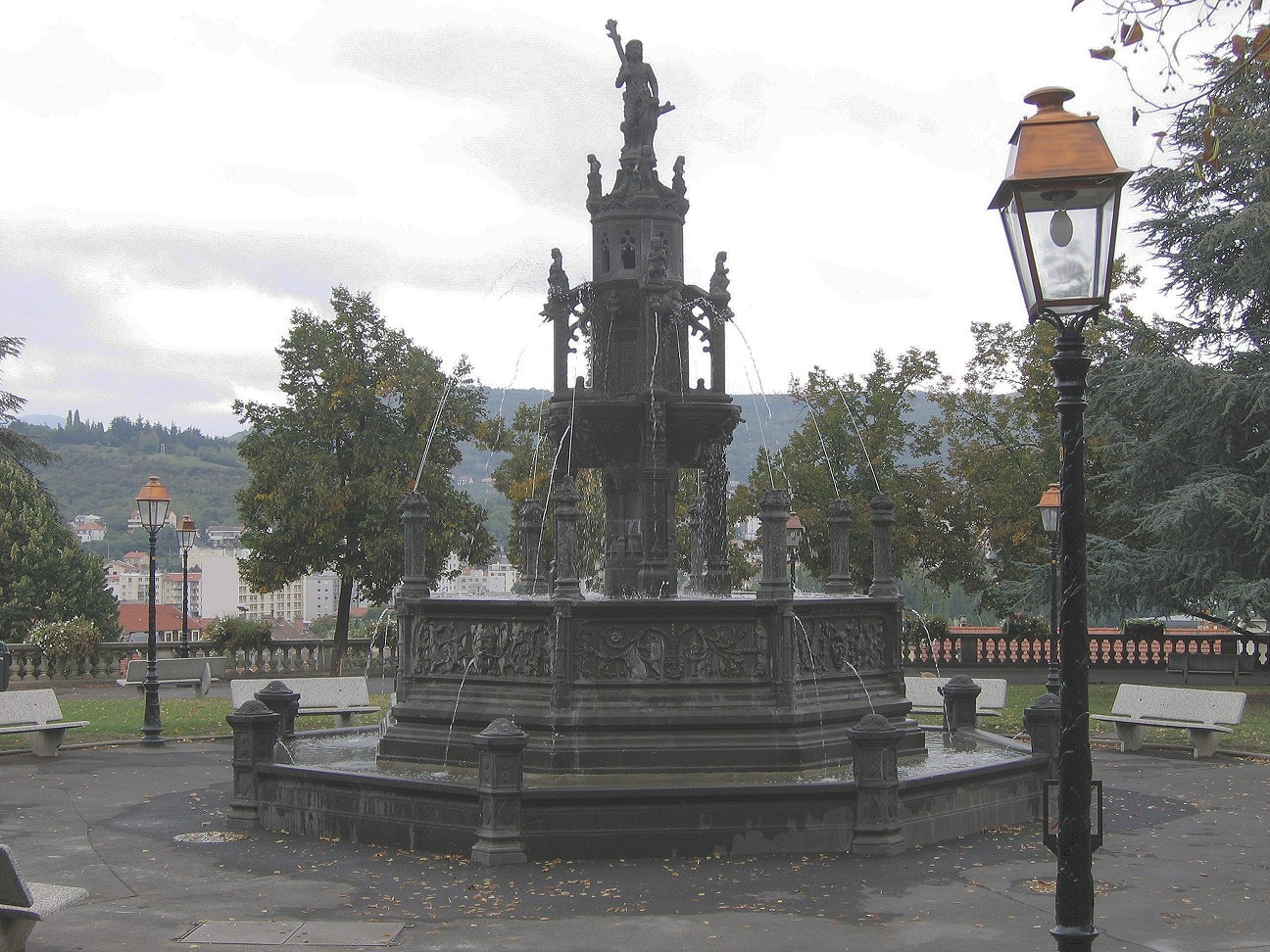
Fontaine d’Amboise

In der verwinkelten, malerischen Innenstadt rund um die Kathedrale finden sich eine ganze Reihe öffentlicher und privater Gebäude aus dem 18. und 19. Jahrhundert, die zum Teil sehr hübsch gestaltet sind und aus dem gleichen schwarzen Lavastein gemauert sind wie die Kathedrale.
Den kurzen Fußweg von der Kathedrale zur Basilika kann man mit einem Aufenthalt an der Fontaine d’Amboise verbinden, einem 1515 erbauten Renaissance-Brunnen aus Lavagestein mit zierlichen Figuren, die als Wasserspeier dienen.
Die Place de Jaude ist ein Zentrum des städtischen Lebens: Ein mit Paulownien gesäumter, großer länglicher Platz mit einem großen Einkaufszentrum, einem alten Kaufhaus der Kette Galeries Lafayette und vielen kleinen Geschäften und Bistros. Der Name des Platzes kommt vermutlich von platea galli, also Hahnenplatz. Dies deutet darauf hin, dass es sich ursprünglich um den Geflügelmarkt handelte. Auf dem Platz befinden sich die Denkmäler für den napoleonischen General Louis-Charles-Antoine Desaix sowie das am 11. Oktober 1903 eingeweihte Denkmal für Vercingetorix von Frédéric-Auguste Bartholdi.

### Historisches Zentrum von Montferrand
Die Altstadt der ursprünglich eigenständigen Stadt Montferrand liegt anderthalb Kilometer nordöstlich des historischen Zentrums des alten Clermont. Einige Abschnitte der ehemaligen Stadtbefestigung von Montferrand sind noch vorhanden.
In diesem zweiten Altstadtzentrum steht die gotische Kirche Notre Dame de Montferrand.
Im Zentrum befinden sich Wohnhäuser aus dem Mittelalter wie das historische Haus Maison d’Adam et Ève.

### Museen
Im Musée Bargoin findet man eine der weltweit reichhaltigsten Sammlungen für prähistorische und gallo-römische Archäologie. Man sieht dort beispielsweise Werkzeuge, Waffen, Gebrauchsgegenstände und Schmuckstücke aus dem Magdalénien, aus der Jungsteinzeit (Mädchen von Cheix), aus der Bronzezeit, und aus der keltischen Kultur, insbesondere das Bronzelager von Manson und Funde aus Gergovia und aus Clermont selbst.
Die Gebäude des Musée d’Art Roger-Quilliot wurden von den Architekten Adrien Fainsilber und Claude Gaillard nach dem Vorbild des Guggenheim-Museums in New York gestaltet. Das Museum zeigt, in chronologischer Darbietung, eine reichhaltige Sammlung alter und moderner Kunst vom 13. Jahrhundert bis zur Gegenwart.
Das Musée du Tapis d’Art bietet eine Sammlung von Teppichen aus dem mittleren und fernen Orient.
Seit 1878 widmet sich das Musée Henri Lecoq der Naturkunde, unter anderem dem Werk des namensgebenden Apotheker und Botaniker Leqoc, der von 1826 bis zu seinem Tod 1871 in Clermont lebte.
Das Museum L’Aventure Michelin informiert über die Geschichte der Firmengruppe Michelin.

### Kulturelle Veranstaltungen
Das Festival du Court-Métrage de Clermont-Ferrand ist ein bedeutendes Festival für Kurzfilme.

## Sport
Der bekannteste Sportverein der Stadt ist die Association Sportive Montferrandaise, deren Rugby-Union-Abteilung tritt unter dem Namen ASM Clermont Auvergne auf und ist in der höchsten französischen Liga Top 14 vertreten. Das größte Stadion ist das Stade Marcel-Michelin. Es ist das Heimstadion der Rugby-Union-Mannschaft des ASM Clermont Auvergne und hat eine Zuschauerkapazität von 18.030 Plätzen.
Der ortsansässige Fußballverein Clermont Foot 63 spielt zur Saison 2021/22 nach 75 Jahren erstmals wieder in der höchsten Spielklasse des französischen Fußballs, der Ligue 1.
Südlich von Clermont-Ferrand liegt die Motorsport-Rennstrecke Circuit de Charade, auf der in den 1960er und 1970er Jahren mehrfach der zur Formel-1-Weltmeisterschaft gehörende Große Preis von Frankreich ausgetragen wurde.

## Persönlichkeiten
- Charles Abi (* 2000), Fußballspieler
- Richard Balandras (* 1969), Automobilrennfahrer
- Mohamed Bayo (* 1998), guineischer Fußballspieler
- Gábor Biedermann (* 1979), Schauspieler
- Sandrine Bonnaire (* 1967), Schauspielerin
- Laure Boulleau (* 1986), Fußballspielerin
- Denise Braunschweig, geborene Demay (1918–1998), Kinderpsychiaterin und Psychoanalytikerin
- Gilbert Breschet (1784–1845), Anatom und Chirurg, Namensgeber der Breschet-Venen
- Hélène Brion (1882–1962), Feministin und Pazifistin
- Thomas Cailley (* 1980), Drehbuchautor und Filmregisseur
- Alain Casanova (* 1961), Fußballspieler und -trainer
- Rémi Cavagna (* 1995), Radrennfahrer
- Jean-Baptiste-Adolphe Charras (1810–1865), Militärschriftsteller und Minister
- Roland Charrière (1926–1990), Automobilrennfahrer
- Yann Chaussinand (* 1998), Hammerwerfer
- Max Cohen (1932–2002), Radrennfahrer
- Edwin Crossley-Mercer (* 1982), Opernsänger (Bariton)
- Auguste Debay (1802–1890), Mediziner und Schriftsteller
- Isabelle Delobel (* 1978), Eistänzerin
- Patrick Depailler (1944–1980), Automobilrennfahrer
- Guillaume Despréaux (1803–unbekannt), Komponist
- Louis Devedeux (1820–1874), Genremaler
- Yves Dreyfus (1931–2021), Degenfechter
- Jean Estager (1919–2002), Autorennfahrer
- Lolo Ferrari (1963–2000), Pornodarstellerin und Sängerin
- Émile-Félix Gautier (1864–1940), Geograph und Forschungsreisender
- Paul Gayrard (1807–1855), Bildhauer
- Raphaël Géminiani (1925–2024), Radrennfahrer
- Edmond Giscard d’Estaing (1894–1982), Finanzbeamter, Fachbuchautor und Politiker
- Gregor von Tours (538–594), christlicher Heiliger, Bischof von Tours
- Georges Groine (1934–2022), Rallye-Raid-Fahrer
- Marie-Pierre Guilbaud (* 1963), Skilangläuferin
- Jacques Houssat (1937–1994), Rallye-Raid-Fahrer
- Jean-Paul Imbert (* 1942), Organist
- Naël Jaby (* 2001), Fußballspieler
- Grégoire Jacq (* 1992), Tennisspieler
- Alain Keler (* 1945), Fotograf
- Mathias Pereira Lage (* 1996), Fußballspieler
- Julien Laporte (* 1993), Fußballspieler
- Antoine de Lhoyer (1768–1852), Komponist und Gitarrist der Frühromantik
- Jacques Loew (1908–1999), Dominikaner, Priester, Arbeitermission- und Schulgründer
- Henri Longchambon (1896–1969), Wissenschaftler, Hochschullehrer und Politiker
- François-Bernard Mâche (* 1935), Komponist
- Yohann Magnin (* 1997), Fußballspieler
- Antoine François Marmontel (1816–1898), Komponist
- Émile Mayade (1853–1898), Autopionier und Rennfahrer
- Louis Mékarski (1843–1923), Konstrukteur
- Audrey Merle (* 1995), Triathletin
- Édouard Michelin (1859–1940), Begründer der gleichnamigen Reifenfabriken
- Paule Mink (1839–1901), Sozialistin. Schriftstellerin, Journalistin, Kommunardin und Feministin
- Damien Monier (* 1982), Radrennfahrer
- Sébastien-Roch Nicolas, genannt Nicolas Chamfort (1741–1794), Schriftsteller
- Maurice Nivat (1937–2017), Informatiker
- George Onslow (1784–1853), Komponist
- Gabriella Papadakis (* 1995), Eiskunstläuferin
- Blaise Pascal (1623–1662), Philosoph, Physiker und Mathematiker
- Jacqueline Pascal (1625–1661), Schriftstellerin und Nonne
- Mathias Pereira Lage (* 1996), portugiesisch-französischer Fußballspieler
- Anne Pingeot (* 1943), Kunsthistorikerin
- Audrey Prieto (* 1980), Ringerin
- Maurice Roche (1924–1997), Schriftsteller und Komponist
- Jean-Louis Rosier (1925–2011), französischer Autorennfahrer
- Émile Roux (1853–1933), Wissenschaftler und Pionier auf dem Gebiet der Mikrobiologie
- Christian Sarron (* 1955), Motorradrennfahrer
- Kevin Seddiki (* 1981), Musiker
- Gauthier de Tessières (* 1981), Skirennläufer
- Antoine Léonard Thomas (1732–1785), Rhetoriker und Poet der Aufklärung
- Jean-Louis Tournadre (* 1958), Motorradrennfahrer
- Mehdi Zerkane (* 1999), französisch-algerischer Fußballspieler

Ein „Enkel“ der Stadt ist der Architekt Auguste Ricard de Montferrand (1786–1858), dessen Vater und Vorväter aus Montferrand stammten.

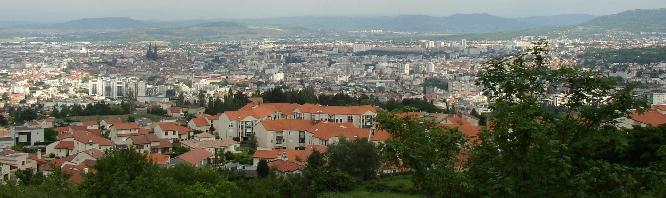
Blick über die Stadt von La pierre carrée aus